# Sylvioidea
Sylvioidea är en överfamilj med tättingar vars systematik varit mycket svår att fastställa och därför varit, och är, mycket omdiskuterad. Överfamiljen Sylvioidea föreslogs första gången 1990 av Sibley & Ahlquist.
Sylvioidea omfattar bland annat "sångarna" och timaliorna som båda fungerat som slaskhinkstaxon, det vill säga att de har omfattat en mängd olika ekologiskt eller morfologisk liknande arter och släkten som inte nödvändigtvis har ett närmre släktskap. Överfamiljen omfattar även svalor, lärkor och kanske även mesarna. Arterna inom gruppen återfinns över hela världen men det finns färre representanter i Amerika.
Överfamiljen Sylviodidea är närbesläktad med överfamiljerna Muscicapoidea, Passeroidea och den nyligen föreslagna överfamiljen Certhioidea. Den senare omfattar ett antal familjer som tidigare fördes till Sylvioidea som exempelvis nötväckor (Sittidae), trädkrypare (Certhiidae) och gärdsmygar (Troglodytidae).

## Familjer inom överfamiljen
- Feflugsnappare (Stenostiridae)
- Pungmesar (Remizidae)
- Mesar (Paridae)

Det är fortfarande oklart om de tre familjerna ovan tillhör Sylvioidea, och ibland placeras de i den egna överfamiljen Paroidea.
- Skäggmesar (Panuridae) – verkar vara mest närbesläktad med lärkorna.[4]
- Lärkor (Alaudidae)
- Afrikanska sångare (Macrosphenidae) – en nyligen föreslagen familj vars taxonomi fortfarande är oklar.[5]
- Stjärtmesar (Aegithalidae)
- Cettisångare (Cettiidae)
- Lövsångare (Phylloscopidae)
- Nikatorer (Nicatoridae) – tidigare klassificerade som bulbyler men verkar inte ha några nära släktingar.[4]
- Svalor (Hirundinidae)
- Kupvingar (Pnoepygidae) – tidigare timalior.[6] Saknar svenskt trivialnamn.
- Rörsångare (Acrocephalidae)
- Donakobier (Donacobiidae) – tidigare behandlad som en gärdsmyg men förmodligen närmast besläktad med gräsfåglar eller madagaskarsångare .[7]
- Madagaskarsångare (Bernieridae) – familj som beskrevs taxonomiskt 2010.[8]
- Gräsfåglar (Megaluridae)
- Bulbyler (Pycnonotidae)
- Cistikolor (Cisticolidae)

Följande grupp utgör en utvecklingslinje men det är oklart hur många familjer som bör erkännas. Gelang et al. (2009) föreslog en uppdelning i de två familjerna Sylviidae och Timaliidae, där Timaliidae i sin tur delas upp i fyra underfamiljer. International Ornithological Congress lista över världens fåglar erkänner fem familjer preliminärt.
- Sylvider (Sylviidae) – delas av vissa ytterligare i Sylviidae och Paradoxornithidae
- Glasögonfåglar (Zosteropidae)
- Timalior (Timaliidae)
- Marktimalior (Pellorneidae)
- Fnittertrastar (Leiothrichidae)